# Lispe tienmuensis
Lispe tienmuensis este o specie de muște din genul Lispe, familia Muscidae, descrisă de Fan în anul 1974. Conform Catalogue of Life specia Lispe tienmuensis nu are subspecii cunoscute.